# سوداوية (مسلسل)
سوداوية (بالكورية: 멜랑꼴리아)؛ هو مسلسل تلفزيوني كوري جنوبي من بطولة إم سو جونغ، لي دو-هيون، جين كيونغ وجانغ هيون-سونغ، يصنف انه أحد مشاريع الذكرى الخامسة عشر على تأسيس لقناة تي في ان ، عرض على تي في ان من 10 نوفمبر 2021، تم بثه يومي الأربعاء والخميس في الساعة 22.30 (KST). كما أنه متاح للبث على iQIYI وViu في مناطق محددة.

## القصة
يتحدث المسلسل عن فضيحة مروعة تجتاح مدرسة ثانوية خاصة مرموقة في جانجنام. وتتعلق الفضيحة بعلاقات جنسية بين الطلاب والمعلمين وما يتبعها من فساد. جي يون سو معلمة رياضيات في مدرسة ثانوية تبدو لطيفة من الخارج ولكنها تصبح عنيدة وعنيدة للغاية بمجرد أن تتخذ قرارها بشأن شيء ما. شغوفة للغاية بالرياضيات، وهي معلمة تشجع طلابها على إيجاد إجاباتهم بأنفسهم، بايك سونغ يو عبقري الرياضيات الذي ظهر في برنامج المسابقات عندما كان عمره 5 سنوات ثم التحق بمعهد ماساتشوستش للتكنولوجيا في سن العاشرة وترك الدراسة عندما كان عمره 12 عامًا.

## طاقم

### رئيسي
- ايم سو جونغ في دور جي يون سو ، مدرسة رياضيات[6]
  - تشا جونغ هيون في دور جي يون سو الصغيرة.[7]
- لي دو هيون في بايك سيونغ-يو / باك من جاي عبقري رياضيات
  - تشوي سيونغ هون في دور الصغير بايك سيونغ يو / بايك مين جاي.

## المشاهدات
| الموسم | الموسم | رقم الحلقة | رقم الحلقة | رقم الحلقة | رقم الحلقة | رقم الحلقة | رقم الحلقة | رقم الحلقة | رقم الحلقة | رقم الحلقة | رقم الحلقة | رقم الحلقة | رقم الحلقة | رقم الحلقة | رقم الحلقة | رقم الحلقة | رقم الحلقة | المتوسط |
| الموسم | الموسم | 1          | 2          | 3          | 4          | 5          | 6          | 7          | 8          | 9          | 10         | 11         | 12         | 13         | 14         | 15         | 16         | المتوسط |
| ------ | ------ | ---------- | ---------- | ---------- | ---------- | ---------- | ---------- | ---------- | ---------- | ---------- | ---------- | ---------- | ---------- | ---------- | ---------- | ---------- | ---------- | ------- |
|        | 1      | 743        | 523        | 557        | 356        | 423        | 330        | 545        | 450        | 649        | 451        | 605        | 458        | 507        | 520        | 551        | 520        | 512     |

| Ep. | تاريخ البث     | تقييمات (نيلسن كوريا) | تقييمات (نيلسن كوريا) |
| Ep. | تاريخ البث     | على الصعيد الوطني     | سيئول                 |
| --- | -------------- | --------------------- | --------------------- |
| 1 | 10 نوفمبر 2021 | 3.617% (2nd)          | 4.174% (2nd)          |
| 2 | 11 نوفمبر 2021 | 2.407% (2nd)          | 2.459% (2nd)          |
| 3 | 17 نوفمبر 2021 | 2.529% (3rd)          | 2.548% (3rd)          |
| 4 | 18 نوفمبر 2021 | 1.619% (2nd)          | 1.682% (4th)          |
| 5 | 24 نوفمبر 2021 | 1.993% (2nd)          | 1.865% (2nd)          |
| 6 | 25 نوفمبر 2021 | 1.496% (5th)          | 1.738% (3rd)          |
| 7 | 1 ديسمبر 2021  | 2.654% (2nd)          | 3.035% (2nd)          |
| 8 | 2 ديسمبر 2021  | 1.887% (2nd)          | 1.762% (3rd)          |
| 9 | 8 ديسمبر 2021  | 3.163% (2nd)          | 3.085% (2nd)          |
| 10 | 9 ديسمبر 2021  | 2.203% (2nd)          | 2.024% (2nd)          |
| 11 | 15 ديسمبر 2021 | 2.741% (2nd)          | 2.632% (2nd)          |
| 12 | 16 ديسمبر 2021 | 2.260% (2nd)          | 2.467% (2nd)          |
| 13 | 22 ديسمبر 2021 | 2.349% (2nd)          | 1.740% (4th)          |
| 14 | 23 ديسمبر 2021 | 2.303% (2nd)          | 1.903% (4th)          |
| 15 | 29 ديسمبر 2021 | 2.720% (1th)          | 2.769% (2nd)          |
| 16 | 30 ديسمبر 2021 | 3.854% (2nd)          | 2.277% (3rd)          |
| المعدل | المعدل         | 2.399%                | 2.386%                |
| - في الجدول أعلاه ، تمثل 'الأرقام الزرقاء' أقل التصنيفات وتمثل الأرقام الحمراء أعلى التصنيفات. - تُبث هذه الدراما على قناة الكابل / التلفزيون المدفوع الذي عادةً ما يكون جمهوره أصغر نسبيًا مقارنةً بالمحطات التلفزيونية / العامة (KBS ، SBS ، MBC ، EBS). |                |                       |                       |

## الإنتاج

### صناعة
- فريق العمل: بون فكتوري ورلدوايد.[10]
- كتابة واخراج : المسلسل من كتابة كيم جي وون التي كتبت الطبيب جون (2019)، واخرج كيم سانغ-هيوب الذي اخرج الجمال الحقيقي (2020).[6]

### طاقم
في أبريل 2021 ، عُرض على ايم سو جونغ الإنضمام في المسلسل التلفزيوني، ذكرت وكالتها كينغ كونغ، إنها كانت تفكر في للإنضمام بشكل إيجابي، ظهرت ايم سو جونغ في مسلسل بعد توقف دام عامين، كما ظهرت في آخر مرة على تي في ان بمسلسل البحث دبليو عام 2019. تم تأكيد اكتمال فريق التمثيل في يوليو 2021.

### التصوير
في 31 أكتوبر 2021 ، ابلغ عن إصابة 4 موظفين في موقع التصوير بفيروس COVID-19، ووفقًا لإرشادات السلامة تم تعليق التصوير.

### الإصدار
كان من المقرر عرض المسلسل لأول مرة في 3 نوفمبر 2021. ولكن بسبب عدوى COVID-19 في موقع التصوير، تم تأجيل عرض المسلسل إلى 10 نوفمبر.

## روابط خارجية
- (بالكورية)
- سوداوية على موقع IMDb (الإنجليزية)
- سوداوية على موقع نتفليكس (الإنجليزية)
- سوداوية على موقع ليتربوكسد (الإنجليزية)
- سوداوية على موقع كينوبويسك (الروسية)
- سوداوية على موقع قاعدة بيانات الفيلم (الإنجليزية)
- سوداوية على هانسينما